# Samuli Paulaharju
Samuli Paulaharju (ur. 14 kwietnia 1875 w Kurikka, zm. 6 lutego 1944 w Oulu) – fiński etnograf i pisarz.
Stworzył najbogatszy zbiór fińskich zabytków i lapońskiej kultury ludowej, na który składało się ok. 60 tysięcy pozycji, w tym runy ludowe, baśnie, opowieści, przysłowia, zagadki, dowcipy, zaklęcia, opisy zwyczajów, przesądy itp. W 1934 opublikował zbiór Nocne cienie tunturi. Opowiadania lapońskie (wyd. pol. 1972).